# Нели Христова
Нели Стефанова Христова е български учен, географ и хидролог. Професор по хидрология в Софийски университет „Св. Климент Охридски“.

## Биография и научни приноси
Нели Христова е родена на 12 август 1958 г. в с. Тодор Икономово, обл. Шумен. През 1980 г. завършва Геолого-географски факултет на Софийски университет (ГГФ). През 1982 г. е назначена като асистент, последователно работи като старши и главен асистент. От 2003 г. е доцент, а от 2012 г. – професор в Софийски университет.
Нели Христова е завършила Школа за педагогическа, методическа и психологическа подготовка към СУ, притежава сертификат от международни висши хидроложки курсове към ЮНЕСКО. Автор е на статии, учебници и ръководства по хидрология.
В сферата на научните ѝ интереси са закономерностите, спецификите и цикличността на речния отток в България, положителните и отрицателните обратни връзки в речната система, влиянието на антропогенната дейност над речната система, както и класифицирането на реките в България по дължина и водосборна площ. По-специално изследва реките Арда, Въча и Искър.
От 2006 г. е ръководител на най-голямата катедра в ГГФ – „Климатология, хидрология и геоморфология“. Преподава курсовете „Обща хидрология“, „Хидрология на България“, „Екологична хидрология“, „Приложна хидрология“, „Водни ресурси на България“, „Подземни води“. Автор е на множество учебници и помагала както за училищни преподаватели и занятия в час, така и за самоподготовка вкъщи.
В началото на 2009 г. излиза от печат нейният учебник „Обща Хидрология“ – за студентите от специалност „География“ в СУ. 
През 2012 г. е отпечатан монографичният труд на Нели Христова – „Речни води на България“, където в обем от над 800 страници са събрани резултатите от хидроложките изследвания през годините – собствени (авторски) и на други хидролози. В края на същата година е избрана за професор.

## Скандал с корупция
На 19 декември 2007 бТВ излъчва материал в информационните си емисии, който уличава доц. д-р Христова в корупционна практика, чрез която подсказва, че може да завиши с 0.50 стотни работата, ако тя попадне в нея (от средно 4000 работи за година, до арбитрите, каквато е тя, достигат между 30 и 50 работи) на кандидат-студенти в ГГФ на СУ.  Със заповед от същия ден на ректора на университета, Иван Илчев, уличената доц. Христова е наказана с последно предупреждение за дисциплинарно уволнение.